# Stammheim-Prozess
Der Stammheim-Prozess (auch Stammheimer Prozess oder RAF-Prozess genannt) war ein von Mai 1975 bis April 1977 geführter Strafprozess gegen die Anführer der Rote Armee Fraktion der „ersten Generation“. Angeklagt waren die RAF-Mitglieder Andreas Baader, Ulrike Meinhof, Gudrun Ensslin, Holger Meins und Jan-Carl Raspe. Ihnen wurde Mord in vier Fällen und versuchter Mord in 54 Fällen vorgeworfen.
Der Prozess fand vor dem Oberlandesgericht Stuttgart statt. Aus Sicherheitsgründen wurde für die Verhandlungen auf dem Gelände der Justizvollzugsanstalt Stuttgart ein fensterloses Mehrzweckgebäude errichtet, das als Gerichtssaal genutzt wurde. Die Baukosten betrugen zwölf Millionen DM. Der Prozess war einer der bis dahin aufwändigsten und längsten der bundesdeutschen Geschichte. Er endete mit der Verurteilung von Baader, Ensslin und Raspe wegen Mordes am 28. April 1977. Meins starb am 9. November 1974 in der Justizvollzugsanstalt Wittlich im Verlauf eines Hungerstreiks, Meinhof erhängte sich am 8. Mai 1976 während des Prozessverlaufs. Die drei übrigen Angeklagten wurden zu lebenslanger Freiheitsstrafe wegen gemeinschaftlicher Begehung von sechs Bombenanschlägen in Tateinheit mit 34 Mordversuchen und vier Morden verurteilt. Vor Eintritt der Rechtskraft des Urteils begingen auch sie Suizid.
Für den Prozess wurde die Strafprozessordnung in mehreren Punkten geändert, teils auch während des Prozesses. Im Rahmen einer Abhöraktion wurden Gespräche zwischen den Angeklagten und deren Verteidigern verfassungswidrig durch das Bundesamt für Verfassungsschutz abgehört.

## Prozessverlauf
Die Prozessdauer von 192 Tagen sowie der Umfang der Anklageschrift (354 Seiten) und der Prozessakten (ca. 50.000 Seiten) belegen, dass es sich um einen der größten Prozesse der Bundesrepublik handelte. Die Staatsanwaltschaft plante laut Anklageschrift die Vorladung von 997 Zeugen, darunter die Mutter von Andreas Baader, die Schwester und Eltern von Gudrun Ensslin, den Ehemann von Ulrike Meinhof und nahe Verwandte von Holger Meins und Jan-Carl Raspe. 80 Sachverständige und ein Dolmetscher wurden bestellt. Die Überführungsstücke umfassten Tausende von Beweismaterialien, von „1 Bündel blauer Wollfäden, Ass. Nr. B35 Spur II/33“ bis „1 gelber Plastikeimer mit 15 kg rotem Sprengstoff“.
Anlässlich des Stammheim-Prozesses wurde die Strafprozessordnung während des Verfahrens in mehreren Punkten geändert.
So wurde erstmals geregelt, dass eine Verhandlung in Abwesenheit des Angeklagten durchgeführt werden durfte, sofern dieser seine Verhandlungsunfähigkeit (zum Beispiel durch Hungerstreik) vorsätzlich und schuldhaft selbst herbeigeführt hat (§ 231 a StPO). Ferner wurde die Zahl der gewählten Verteidiger auf drei beschränkt (§ 137 Abs. 1 S. 2 StPO), das Verbot der Mehrfachverteidigung eingeführt (§ 146 StPO) und der Verteidigerausschluss gesetzlich normiert (§§ 138 a–d StPO).
Die Verteidiger Baaders, Klaus Croissant, Kurt Groenewold und Hans-Christian Ströbele, wurden im Vorfeld der Verhandlung vom Prozess auf der Grundlage dieser neuen Gesetze ausgeschlossen. Ihnen wurde vorgeworfen, die Taten ihres Mandanten zu unterstützen. Die zu Beginn des Prozesses angeführten Einwände wurden zunächst abgelehnt. Als auch die Bundesanwaltschaft Bedenken äußerte, wurde der Prozess vertagt, so dass der am 21. Mai 1975 begonnene Prozess erst am 5. Juni weitergeführt werden konnte. Erst am vierten Verhandlungstag, dem 11. Juni 1975, hatte Baader mit Hans Heinz Heldmann einen Verteidiger seines Vertrauens.
Der Prozess wurde durch Hungerstreiks der Angeklagten erschwert, die damit auf den Prozess und insbesondere ihre verschärften Haftbedingungen aufmerksam machen und Erleichterungen diesbezüglich erreichen wollten. Nachdem die ersten beiden Hungerstreiks 1973 keine Auswirkungen auf die Haftbedingungen hatten, wurde Mitte September 1974 ein dritter Hungerstreik begonnen, der 145 Tage andauerte und an dessen Folgen Holger Meins starb. Die Angeklagten selbst sagten, dass sie sich im „Krieg gegen den Staat“ befänden. Aufgrund der u. a. durch den Hungerstreik herbeigeführten körperlichen Beeinträchtigungen, die in den ersten Verhandlungstagen zentrales Thema der Verhandlung waren, bestellte das Gericht vier Gutachter zur Untersuchung der Gefangenen. Sie stellten bei allen Gefangenen zahlreiche körperliche Beeinträchtigungen fest, die jedenfalls auch von den verschärften Haftbedingungen und der langen Untersuchungshaft herrührten und empfahlen eine Lockerung der Haftbedingungen sowie eine Begrenzung der täglichen Verhandlungszeit auf drei Stunden. Das Gericht hingegen schloss die Angeklagten aufgrund der neuen Gesetzeslage von der Verhandlung aus, weil diese die Verhandlungsunfähigkeit selbst herbeigeführt hätten durch die Hungerstreiks. Der Bundesgerichtshof bestätigte dies nach einer Beschwerde gegen diesen Beschluss, betonte aber, dass die Angeklagten immer dann, wenn sie an der Verhandlung teilnehmen wollten, dies dürften, soweit keine anderen Ausschlussgründe gegeben seien (beispielsweise Störung der Verhandlung durch die Angeklagten). Zudem stellte der Bundesgerichtshof nicht wie das OLG Stuttgart allein auf die Hungerstreiks als Ursache für die Verhandlungsunfähigkeit ab, sondern zentral auch auf die verschärften Haftbedingungen. Diese seien aber von den Gefangenen selbst zu verantworten, weil diese durch ihre weiteren Aktivitäten zur Aufrechterhaltung der RAF besondere, „isolierende Haftbedingungen“ notwendig machten.
Der Prozess wurde von rauen Wortgefechten begleitet. Beispiele dafür sind die Äußerungen des Wortführers der Verteidigung Otto Schily zum Vorsitzenden Richter Theodor Prinzing am 37. Verhandlungstag: „Ihre Robe wird immer kürzer und das Krokodil darunter immer sichtbarer!“ und die Äußerungen durch Rupert von Plottnitz: „Heil, Dr. Prinzing!“.
Es wurden zahlreiche Befangenheitsanträge gestellt. So führte die Verteidigung beispielsweise an, der Prozess sei schon entschieden und der Grundsatz der Unschuldsvermutung gelte nicht. Hintergrund war, dass in der Justizvollzugsanstalt Bruchsal bereits ein Trakt eigens für die Angeklagten gebaut wurde. Diese verfahrensrechtlichen Auseinandersetzungen hatten zur Folge, dass die Anklageverlesung erst am 26. Verhandlungstag, drei Monate nach Eröffnung des Prozesses und die Beweisaufnahme zwei weitere Monate später, dem 41. Verhandlungstag am 28. Oktober 1975 beginnen konnte.
Ein wesentlicher Teil der Strategie der Verteidigung bestand darin, einen Rechtfertigungsgrund für jene Taten der Angeklagten zu konstruieren, die sich gegen Einrichtungen und Angehörige der Streitkräfte der Vereinigten Staaten in Deutschland gerichtet hatten. Es wurde argumentiert, es bestehe ein Widerstandsrecht aus dem Völkerrecht, weil die Beteiligung der USA am Vietnamkrieg und mithin auch eine Unterstützung durch die Bundesrepublik Deutschland völkerrechtswidrig gewesen seien. Zur Beweisführung wurde beantragt, den US-Präsidenten Richard Nixon, seinen Verteidigungsminister Melvin Laird, dessen Stellvertreter Daniel James Jr., den Oberbefehlshaber der US-Streitkräfte in Indochina Creighton Abrams, die Bundeskanzler Ludwig Erhard, Kurt Georg Kiesinger, Willy Brandt und Helmut Schmidt, den Bundespräsidenten Gustav Heinemann und Außenminister Walter Scheel als Zeugen zu laden. Das Gericht lehnte alle entsprechenden Einzelanträge mit der Begründung ab, etwaige Zeugenvernehmungen seien für die strafrechtliche Würdigung der beklagten Taten nicht von Bedeutung. Auch die Vernehmung von Zeugen, die von der Verteidigung selbst geladen wurden und als präsentes Beweismittel vor Ort in Stammheim waren (darunter die ehemaligen CIA- bzw. NSA-Mitarbeiter Barton Osborn, Winslow Peck und Philip Agee), wurde abgelehnt: Ein von den Angeklagten behauptetes Widerstandsrecht sei nicht gegeben und der Vietnamkrieg nicht Gegenstand dieses Verfahrens. Zudem seien die Angeklagten ohnehin nur daran interessiert, durch Befragung der Zeugen politische Agitation zu betreiben; an einer Förderung des Verfahrens seien sie nicht interessiert.
Wichtige Zeugen der Anklage waren der Kronzeuge Gerhard Müller, der zusammen mit Ulrike Meinhof am 15. Juni 1972 festgenommen wurde, und Dierk Hoff.
Am 28. April 1977 erging das Urteil. Den Angeklagten wurden Bankeinbrüche, Raubdelikte, Passfälschungen, Sprengstoffanschläge und vier Morde zugerechnet. Außerdem wurden sie für sechs Sprengstoffanschläge verurteilt: für den Bombenanschlag auf das Hauptquartier des V. US-Korps in Frankfurt am Main am 11. Mai 1972, die Bombenanschläge auf die Polizeidirektion Augsburg und das Bayerische Landeskriminalamt in München am 12. Mai 1972, den Autobombenanschlag auf den Bundesrichter Wolfgang Buddenberg in Karlsruhe am 15. Mai 1972, den Bombenanschlag auf das Verlagshaus der Axel Springer AG in Hamburg am 19. Mai 1972 und den Bombenanschlag auf das Europa-Hauptquartier der US Army in Heidelberg vom 24. Mai 1972. Bei den Anschlägen hatte es vier Tote und 34 Verletzte gegeben. Die Angeklagten wurden zu lebenslanger Freiheitsstrafe verurteilt. Nach dem Urteil legten die Verteidiger Revision ein, sodass die Urteile zum Zeitpunkt der Suizide der verbliebenen Angeklagten in der „Todesnacht von Stammheim“ nicht rechtskräftig waren. Ulrike Meinhof hatte sich bereits in der Nacht vom 8. auf den 9. Mai in ihrer Gefängniszelle erhängt.

## Kritik
Der Prozess war aufgrund zahlreicher Aspekte umfangreicher Kritik ausgesetzt, die Verstöße gegen die Rechte der Beschuldigten und den Rechtsstaat generell betrafen. So wurde schon die Tatsache, dass Theodor Prinzing als Vorsitzender Richter das Verfahren führte, als Verstoß gegen das Recht auf den gesetzlichen Richter gewertet: Der eigentlich nach dem Geschäftsverteilungsplan vorgesehene Richter Josef Hänle wurde im Stuttgarter Justizministerium für wenig geeignet gehalten, weswegen für ihn die Vorsitzendenstelle des 1. Strafsenats des OLG Stuttgarts „freigemacht“ wurde, indem dem dortigen bisherigen Vorsitzenden Xaver Hoch eine Ministerialdirigentenstelle im Justizministerium angeboten wurde. Durch diese Personalrochade wurde die Vorsitzendenstelle des 2. Strafsenats frei und konnte mit Prinzing besetzt werden, der als „stark und dynamisch in der Verhandlungsführung“ galt.
Auch die zahlreichen Gesetzesänderungen, die speziell zugeschnitten für den Stammheim-Prozess erlassen wurden (siehe oben), wurden als rechtsstaatswidrige Sondergesetze kritisiert und angemerkt, dass beispielsweise Probleme mit Angeklagten, die ihre Verhandlungsunfähigkeit selbst herbeigeführt hatten, auch schon in NS-Prozessen bestanden hätten, ohne dass dies Anlass für neue Gesetze gewesen wäre, nach denen es möglich ist, in diesen Fällen auch ohne Angeklagte zu verhandeln. Theodor Prinzing erklärte 40 Jahre nach dem Prozess in einer ARD-Dokumentation, dass diese Gesetze auf Anregung seines Strafsenats verabschiedet wurden, was Verteidiger Hans-Christian Ströbele als weiteren Grund für die Annahme der Befangenheit des Senats ansah.
Prinzing und der gesamte Senat standen in permanenter Kritik durch die Angeklagten und deren Vertrauensanwälte, die zahlreiche Befangenheitsanträge gegen diesen stellten. Im Januar 1977 waren sie damit erfolgreich: Der Vorwurf an Prinzing lautete, dass er dem befreundeten Bundesrichter Albrecht Mayer, dessen Senat beim Bundesgerichtshof die Beschwerde- und Revisionsinstanz für den Prozess war, unzulässigerweise Prozessunterlagen übersandt hatte, welche dieser dann an den Chefredakteur der Welt weitergeleitet hatte, um den meinungsbildenden Einfluss des Spiegel-Magazins, welches negativ über einen das Verfahren betreffenden Beschluss des Bundesgerichtshofes berichtet hatte, durch eine Gegenpublikation der Welt auszugleichen. In der Folge wurde zwar Mayer in einen anderen Strafsenat des Bundesgerichtshofes umgesetzt und war damit nicht mehr mit dem Stammheim-Prozess befasst, aber ein Befangenheitsantrag Schilys gegen Prinzing wurde zunächst abgelehnt, da seine Richterkollegen keinen Anlass für die Annahme von dessen Befangenheit sahen. Als kurz darauf jedoch ein ähnlicher Antrag von dem Pflichtverteidiger Künzel gestellt wurde, rief Prinzing diesen in der Folge privat an und erklärte ihm, dass dieser Befangenheitsantrag das Schlimmste gewesen sei, das er im Prozess bisher habe erleben müssen. Es mache für ihn einen großen Unterschied, ob ein solcher Antrag von den Vertrauensanwälten der Angeklagten komme, oder von einem der Pflichtverteidiger. Auf die Aussage Künzels hin, dass seine Mandantin Gudrun Ensslin nun eine Revision für sinnlos halten müsse, da Prinzing sich mit der Revisionsinstanz (Bundesgerichtshof) abgestimmt habe, erwiderte dieser, er wisse konkret von einem Bediensteten der JVA Stammheim, dass Ensslin sich für diese sogenannte Aktenaffäre nicht interessiere („Das ist doch der Frau Ensslin egal. Das kommt doch alles von Rechtsanwalt Schily.“). Der im Anschluss von Hans Heinz Heldmann gestellte 85. Befangenheitsantrag führte dazu, dass Prinzing am 25. Januar 1977, dem 147. Verhandlungstag, durch Eberhard Foth ersetzt wurde.
Kurz darauf erschütterte die sog. Abhöraffäre von Stammheim erneut den Prozess. Die baden-württembergischen Minister Traugott Bender (Justiz, CDU) und Karl Schiess (Inneres, CDU) bestätigten am 17. März 1977 gegenüber der Öffentlichkeit, dass in der Vergangenheit vertrauliche Gespräche zwischen den Angeklagten und ihren Verteidigern abgehört wurden. Hierbei ging es um Verhinderung von weiteren Straftaten durch die RAF, bei denen die Minister eine Steuerung durch die Angeklagten vermuteten und die Anwälte als Überbringer von deren Anweisungen an Gruppenmitglieder in Freiheit verdächtigten. Diese Maßnahmen seien durch die jeweilige Notstandslage gerechtfertigt gewesen und man würde auch bei zukünftigen Notstandslagen wieder genauso handeln. In der Folge stellten mehrere Verteidiger Anträge auf Aussetzung des Verfahrens bis zur vollständigen Aufklärung der Abhöraffäre. Nachdem diese am 29. März 1977 abgelehnt wurden, weigerten sich sämtliche Wahlverteidiger sowie der Pflichtverteidiger Künzel, weiter am Verfahren teilzunehmen. Deshalb hielten am 21. April 1977 die Pflichtverteidiger, die nie mit den Angeklagten gesprochen hatten, die Plädoyers, wofür sie trotz 190 Verhandlungstagen teilweise nur drei Minuten brauchten. Auch die Angeklagten betraten den Gerichtssaal nicht mehr und begannen einen erneuten Hungerstreik.

## Beteiligte
- Vorsitzender Richter: Theodor Prinzing, nach dessen Ablösung Eberhard Foth

- Beisitzer:
  - Eberhard Foth;
  - Hubert Maier;
  - Ulrich Berroth;
  - Kurt Breucker;

- Ergänzungsrichter:
  - Otto Vötsch, nach dem Ausscheiden des Vorsitzenden Prinzing als erkennender Richter tätig;
  - Heinz Nerlich;
  - Werner Meinhold;
  - Hans-Jürgen Freuer;

- Anklage:
  - Bundesanwalt Heinrich Wunder;
  - Oberstaatsanwalt Peter Zeis;
  - Staatsanwalt Klaus Holland;
  - Staatsanwalt Werner Widera;

- Wahlverteidiger:
  - Otto Schily;
  - Marieluise Becker;
  - Helmut Riedel;
  - Rupert von Plottnitz;
  - Klaus Croissant;
  - Kurt Groenewold;
  - Hans-Christian Ströbele;
  - Hans Heinz Heldmann;
  - Axel Azzola;
  - Karl-Heinz Weidenhammer;

- Pflichtverteidiger:
  - Oswald Augst;
  - Ernst Eggler (für Ensslin);
  - Peter Grigat (für Raspe);
  - Dieter König (für Meinhof);
  - Manfred Künzel (für Ensslin);
  - Karl-Heinz Linke (für Meinhof);
  - Stefan Schlaegel (für Raspe);
  - Dieter Schnabel (für Baader);
  - Eberhard Schwarz (für Baader);

- Presse: Als einziger Vertreter der Presse hat Ulf G. Stuberger den vollständigen Prozess mitverfolgt.

## Tondokumente
- Maximilian Schönherr: Die Stammheim-Bänder, Hörbuch, Audio Verlag, Berlin 2008, ISBN 978-3-89813-786-7
- Landesarchiv Baden-Württemberg, 27. September 2007: Die Stammheim-Tonbänder. Dokumentation von Maximilian Schönherr mit anschließender Live-Diskussion auf WDR 5 als Audiofile im Internet
- Gisela Diewald-Kerkmann: Die Rote Armee Fraktion im Original-Ton: Die Tonbandmitschnitte vom Stuttgarter Stammheim-Prozess. In: Zeithistorische Forschungen 5 (2008), Heft 2 (Tonbänder online; Transkripte online)
- WDR: Die Stammheim-Tonbänder. (Memento vom 22. Januar 2008 im Internet Archive)
- Der Spiegel, 30. Juli 2007: Dokumentation: Die Stammheim-Protokolle im Wortlaut (Texte und Mitschnitte)
- Gespräch mit Dr. Eberhard Foth, Prof. Dr. Florian Jeßberger, Universität Hamburg, 5. Oktober 2019

## Filme
- Stammheim, Regie: Reinhard Hauff, Drehbuch: Stefan Aust, 1986
- Stammheim – Die RAF vor Gericht, SWR-Dokumentation von Thomas Schuhbauer und Sonja von Behrens, Ausstrahlung am 24. April 2017[23]
- Stammheim – Zeit des Terrors, 2025